# Squatina guggenheim
Squatina guggenheim es una especie de elasmobranquio escuatiniforme de la familia Squatinidae.